# Daniel Rostén
Daniel Rostén, född 1977, är en svensk metalsångare, aktiv i black metal-banden Funeral Mist under artistnamnet Arioch och i Marduk under artistnamnet Mortuus. År 1993 hade han soloprojektet Winds, som dock aldrig släppte någonting. Han fick platsen som basist i Funeral Mist efter att ha avslutat Winds, 1993, och är sedan 2006 den enda medlemmen i bandet. Han är medlem i Marduk sedan 2004, då han hoppade in efter att sångaren Erik ”Legion” Hagstedt lämnat bandet året innan.

## Diskografi
Med Funeral Mist:
- 1995: Promo ’95 (Demo)
- 1995: Darkness (Demo)
- 1996: Havoc (Demo)
- 1998: Devilry (EP)
- 2003: Salvation
- 2009: Maranatha
- 2018: Hekatomb
- 2021: Deiform

Med Marduk:
- 2004: Plague Angel
- 2004: Deathmarch (EP)
- 2005: Blackcrowned (DVD)
- 2005: Warschau (Livealbum)
- 2006: Blood Puke Salvation (DVD)
- 2007: Rom 5:12
- 2009: Wormwood
- 2012: Serpent Sermon
- 2015: Frontschwein
- 2018: Viktoria
- 2023: Memento Mori

Med andra band:
- Gästsång på låten ”Wind of Death” på bandet Werewolfs demo The Werewolf Is Unleashed[3]